# Piercia subterlimbata
Piercia subterlimbata är en fjärilsart som beskrevs av Louis Beethoven Prout 1917. Piercia subterlimbata ingår i släktet Piercia och familjen mätare. Inga underarter finns listade i Catalogue of Life.